# Zespół klasztorny bernardynów w Alwerni
Kościół Stygmatów św. Franciszka z Asyżu – barokowy kościół rzymskokatolicki bernardynów, znajdujący się przy ul. Klasztornej 1 w Alwerni. Świątynia znana jest jako miejsce kultu obrazu Pana Jezusa „Ecce Homo”, czczonego tu jako ikona Miłosierdzia Bożego. Przybywają tu pielgrzymki z okolicy. 15 września 2024 roku arcybiskup krakowski Marek Jędraszewski ustanowił kościół Archidiecezjalnym Sanktuarium Pana Jezusa Cierpiącego "Ecce Homo". 
Główne odpusty, to: Niedziela Miłosierdzia Bożego, niedziela po Bożym Ciele (tzw. „strzelanka”) oraz uroczystość Stygmatów św. Franciszka (17 września).

## Historia
Fundatorem konwentu w Alwerni był Krzysztof Koryciński, kasztelan wojnicki i starosta gniewkowski, właściciel pobliskich wsi. Idea budowy tego klasztoru zrodziła się w czasie zwiedzania sanktuarium Stygmatów św. Franciszka na górze La Verna, we Włoszech. W 1616 r. Koryciński podarował bernardynom zalesioną górę Podskale i na południowo-zachodnim jej stoku wybudował tymczasowy drewniany klasztor i kościół pw. Stygmatów św. Franciszka, nazywany pospolicie Alwernią.
Budowa murowanego kościoła w stylu barokowym miała miejsce w latach 1625–1656. Kierował nią Piotr z Poznania, jeden z pomysłodawców powstania Alwerni. Jednonawowy kościół otrzymał stosunkowo skromne wyposażenie. W latach 1703–1708 dobudowano niedużą kaplicę, w której umieszczono słynący łaskami obraz „Ecce Homo”. W 1897 r. ówczesny gwardian, Stefan Podworski dobudował 55-metrową wieżę.
Alwerni nigdy nie zaliczano do wielkich konwentów. Zwykle mieszkało tu kilkunastu zakonników. Klasztor może się jednak szczycić tym, że odwiedzali go w czasie swych podróży królowie polscy: Jan III Sobieski i Stanisław August. Wykorzystywano również klasztor jako miejsce kuracyjne dla chorych zakonników. Po II wojnie światowej przez pewien czas istniał tu nowicjat dla braci zakonnych.
Po wschodniej stronie klasztoru powstało osiedle, a od 1796 r. miasto, nazywane od początku Alwernią. Nad jej mieszkańcami, jak również ludźmi z okolicznych miejscowości, bernardyni w swoim kościele sprawowali opiekę duszpasterską. W XIX w. rozwinął się ruch pielgrzymkowy, głównie z Górnego Śląska. Gdy w 1859 r. powstała w Alwerni szkoła, bernardyni zaczęli w niej uczyć religii. Od 1972 r. istnieje tu parafia.
W 2011 r. dach kompleksu wraz z górną kondygnacją klasztoru strawił pożar.

## Obraz Pana Jezusa "Ecce Homo"
Pierwsza wzmianka o cudownym obrazie pochodzi z roku 1453. Obraz ten miał zasłynąć łaskami i znajdował się w kaplicy cesarskiej Konstantego XII (1448–1453). Po upadku Konstantynopola obraz dostał się w ręce sułtana Mahometa II (1451–1481), który umieścił obraz wraz z innymi pamiątkami po cesarzach w skarbcu w Konstantynopolu. Dla katolików obraz pozyskał cesarz z dynastii Habsburgów Ferdynand II (1619–1637) lub Ferdynand III (1637–1657). Pewne jest, że przekazał ten obraz katolikom sułtan Amurat IV (1623–1640). Pobożny król umieścił obraz w swojej kaplicy, gdzie doznawał wielkiego kultu. Przed swoją śmiercią go podarował nadwornemu kapelanowi, polecając mu troskę o ten obraz. Z rąk ówczesnego księdza kapelana został on przekazany wysokiemu urzędnikowi cesarskiemu Zygmuntowi Hollo. Przez niego został ofiarowany kościołowi w Koszycach na Słowacji.
Obraz Pana Jezusa „Ecce Homo” podarował klasztorowi ks. Jan Franciszek Michlajski, proboszcz z pobliskich Babic. Uroczyste przekazanie obrazu ks. Michalajski urządził w święto Matki Bożej Anielskiej w 1686 r., w otoczeniu księży, szlachty, członków bractw religijnych i licznie zgromadzonych chłopów. Wizerunek początkowo był umieszczony w głównym ołtarzu, dopóki nie zbudowano kaplicy i ołtarza w 1709 r. dla celów kultowych.
Obraz Pana Jezusa Miłosiernego w Alwerni jest namalowany na płótnie i przyklejony do deski dębowej o wymiarach 65 cm x 50 cm. Twarz Pana Jezusa jest bardzo wyrazista i pełna bólu. W 1700 r. na obraz Pana Jezusa Miłosiernego nałożono srebrną sukienkę jako wotum zbiorowe pielgrzymów alwernijskich. W nocy z 12 na 13 stycznia 1984 r. nieznani sprawcy ukradli z obrazu srebrną sukienkę, pozłacaną koronę z głowy Pana Jezusa oraz pozłacaną trzcinę.
Według kroniki klasztornej spieszyli tutaj pielgrzymi ziemi śląskiej krakowskiej i z Czech. W klasztorze alwernijskim modlili się dwaj królowie Polski: Jan III Sobieski i Stanisław August Poniatowski. Do Alwerni pielgrzymowali kardynałowie Kościoła Krakowskiego: ks. Albin kardynał Dunajewski, ks. kardynał Jan Duklan Puzyna, ks. Adam Stefan kardynał Sapieha i ks. Franciszek kardynał Macharski. Ponadto w kronice klasztornej są wzmianki o pielgrzymkach abpa Karola Wojtyły, abpa lwowskiego Józefa Bilczewskiego i abpa lwowskiego i krakowskiego Eugeniusza Baziaka, oraz wiele innych osób.

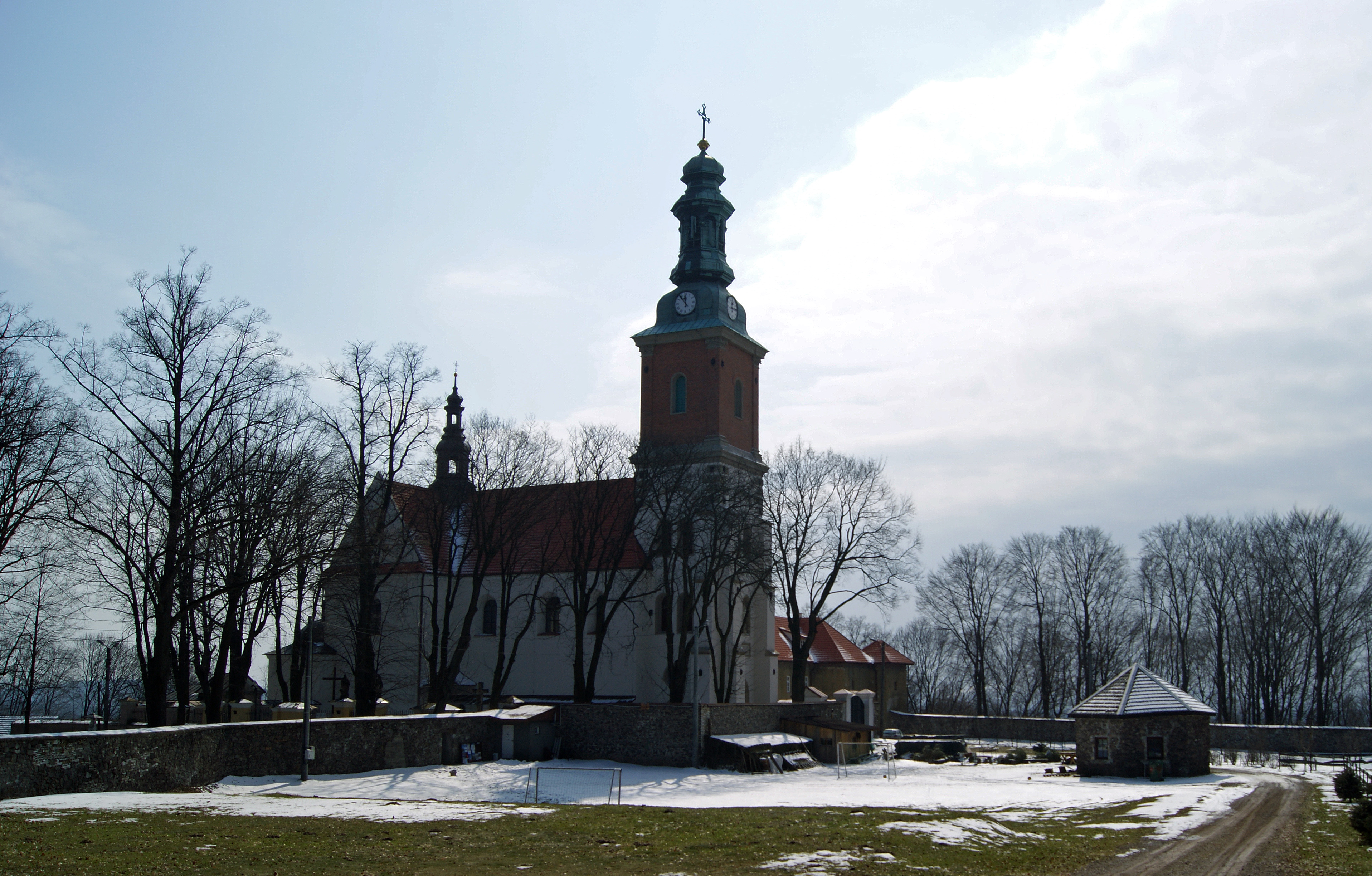
Kościół i klasztor
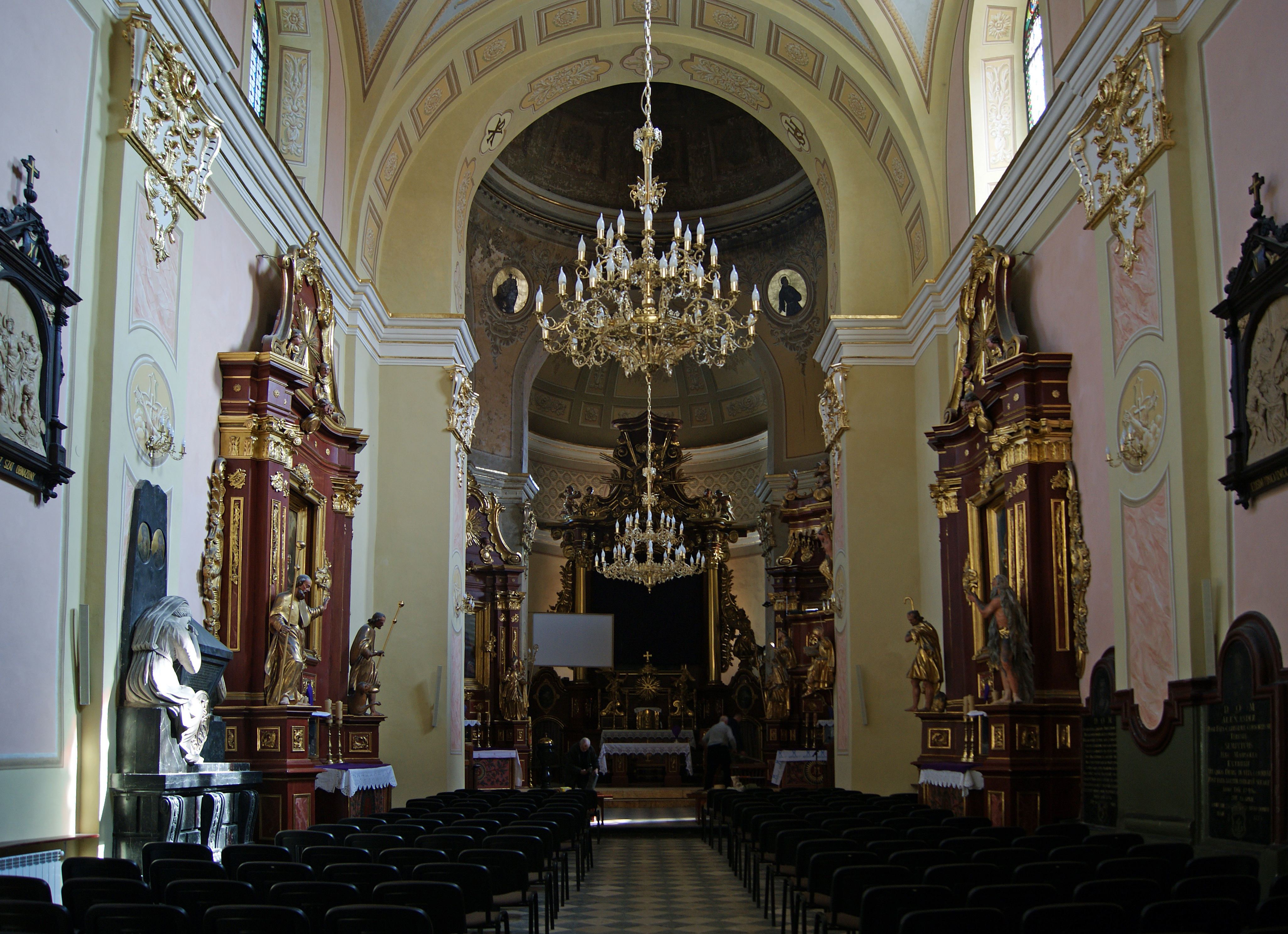
Wnętrze kościoła
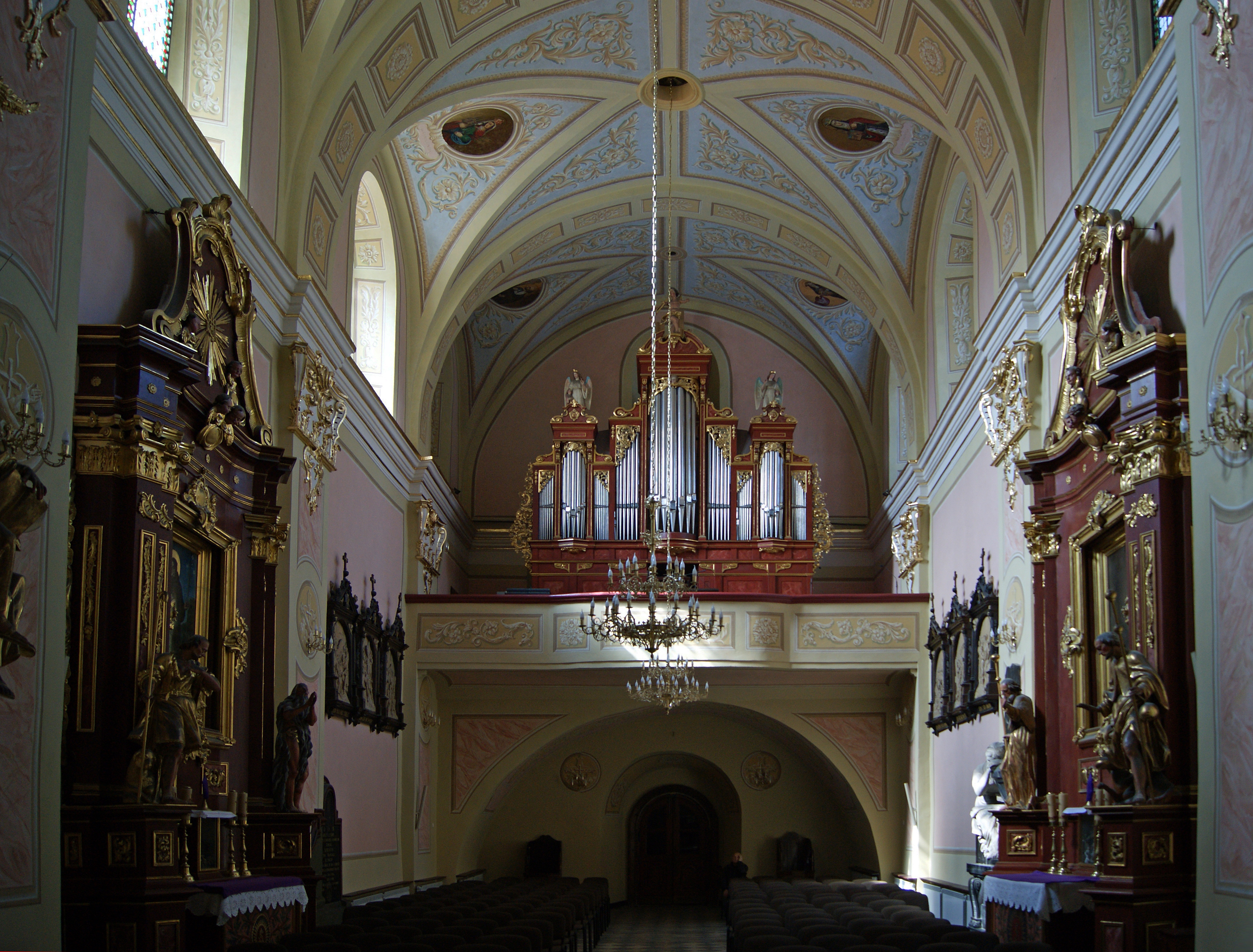
Chór i organy